# Saccharomycotina
Els sacaromicotins (Saccharomycotina) són una subdivisió o subfílum dels fongs ascomicots (Ascomycota) i conté llevats que no formen ascocarps (cossos fructífers), els seus ascs estan nus; també es poden reproduir asexualment per gemmació. Hi destaquen els gèneres Saccharomyces (llevat de cervesa i molts d'altres) i Candida, paràsit oportunista d'humans.

## Taxonomia
La darrera actualització de la classificació dels fongs inclou 7 classes dins el subfílum Saccharomycotina:
- Classe Alloascoideomycetes
- Classe Dipodascomycetes
- Classe Lipomycetes
- Classe Pichiomycetes
- Classe Saccharomycetes
- Classe Sporopachydermiomycetes
- Classe Trigonopsidomycetes